# Mauricio Sahuí
Mauricio Sahuí Rivero  (Mérida, Yucatán, 8 de febrero de 1976) es un abogado y político mexicano, perteneciente al Movimiento Regeneración Nacional. Fue diputado local al Congreso de Yucatán por el distrito 7 de 2010-2012, y diputado federal al Congreso de la Unión por el distrito 3 de Yucatán de 2012-2015. Además se desempeñó como Secretario de Desarrollo Social, durante el gobierno de Rolando Zapata Bello de 2015-2017. Fue candidato del PRI al gobierno del Estado de Yucatán para las elecciones de 2018.

## Datos biográficos
Es hijo de los profesores Mauricio Sahuí Triay y Mirna Rivero Patrón. Es licenciado en derecho por la Universidad Autónoma de Yucatán. Cursó el diplomado universitario en administración pública de la Facultad de Contaduría y Administración de la UNAM y realizó estudios de maestría en Derecho Fiscal por la UADY. Cuenta con maestría en Gerencia Política y Gobernanza Estratégica por la Universidad George Washington de los Estados Unidos. Es miembro fundador de la Academia de Licenciados en Derecho A. C.

## Trayectoria docente
Ha sido catedrático en diversas instituciones educativas, como la Escuela Preparatoria No. 1 y la Facultad de Derecho, ambas de la UADY; Escuela Preparatoria “Juana de Asbaje” y la Escuela de Derecho de la Universidad Modelo.  

## Trayectoria política
En 2007, es nombrado director estatal de Transporte.  
El 20 de mayo de 2008 asumió la presidencia del Comité Directivo Estatal del Partido Revolucionario Institucional para el periodo 2008–2012, destacando en su gestión la elección federal de 2009, en la cual su partido ganó los 5 distritos electorales federales del Estado, y la elección estatal 2010, en la cual el PRI ganó la mayoría del Congreso y 63 de los 106 municipios del Estado, incluyendo la capital, Mérida. En dichas elecciones, fue candidato y ganó la diputación local por el 7° Distrito con cabecera en Mérida.
En 2012 fue elegido diputado federal por el III Distrito Electoral Federal de Yucatán[1] a la LXII Legislatura del Congreso de la Unión, durante la cual se desempeñó como secretario de la Comisión de Infraestructura e integrante de la Comisión de Presupuesto. A propuesta del Grupo Parlamentario del PRI fue designado consejero del Poder Legislativo ante el Consejo General del Instituto Federal Electoral.  
En reconocimiento de su aportación académica, el Centro de Estudios de Derecho e Investigaciones Parlamentarias (CEDIP) de la H. Cámara de Diputados publicó la investigación que desarrolló durante sus estudios de maestría en la Universidad George Washington, titulada “Impulso de una reforma política-electoral en México con énfasis en la construcción de coaliciones gubernamentales”.
En 2015, el gobernador Rolando Zapata Bello lo invitó a integrarse a su gabinete como secretario de Desarrollo Social del Gobierno de Yucatán.
El 23 de diciembre de 2017, se registró como precandidato único del PRI al gobierno del Estado de Yucatán para la elección de 2018. Fue ratificado como candidato del partido en febrero de 2018. En las elecciones del 1 de julio, fue derrotado por el panista Mauricio Vila Dosal.
El 26 de abril de 2024, Sahuí renunció al Partido Revolucionario Institucional, para adherirse al Movimiento Regeneración Nacional y a la campaña del candidato a gobernador de la coalición "Sigamos Haciendo Historia" Joaquín Díaz Mena; Siendo nombrado por la candidata presidencial Claudia Sheinbaum como coordinador de alianzas en Yucatán.

## Programa Mejorar
Como secretario de Desarrollo Social de Yucatán, Mauricio Sahuí Rivero encabezó el diseño e implementación de la estrategia "Mejorar", que integra los esfuerzos institucionales de los tres órdenes de gobierno para abatir la pobreza. La estrategia recibió el respaldo del entonces secretario de Sedesol, José Antonio Meade Kuribreña, quien la calificó como "un esfuerzo histórico para Yucatán".
El trabajo realizado a través de "Mejorar", fue reconocido por el Consejo Nacional de Evaluación de la Política de Desarrollo Social (Coneval) en noviembre de 2017, por ser ejemplo nacional de buenas prácticas institucionales "para lograr disminuir las carencias sociales y garantizar las condiciones básicas de bienestar entre las miles de familias de todo el estado".